# Вашкевич, Игорь Егорович
Игорь Егорович Вашкевич (родился 2 ноября 1962 года в Красноярске) — российский регбист, известный по выступлениям за клуб «Красный Яр», бейсболист и спортивный тренер, действующий тренер по ОФП регбийного клуба «Енисей-СТМ». Кандидат в мастера спорта СССР по лёгкой атлетике, мастер спорта России по регби. Известен также как тренер по лёгкой атлетике.

## Биография
Родился 2 ноября 1962 года. Отец — слесарь-ремонтник на ЭВРЗ, белорус. Мать — работница швейной фабрики «Заря», уроженка Краснодарского края. Интересовался в детстве хоккеем с мячом и мотогонками на льду. В школе играл в хоккей и футбол, его одноклассником был Андрей Чепчугов, отец футбольного вратаря Сергея Чепчугова. Игорь прошёл отбор в футбольную школу «Автомобилиста» и начал заниматься в групе подготовки, однако затем переехал в Зелёную Рощу, откуда было тяжело добираться в футбольную школу.
Игорь записался в секцию лёгкой атлетики, занимаясь у учителя физкультуры Анатолия Ивановича Зимонина и выполнив третий взрослый разряд в кроссе на 1000 м. Позже занимался у Владимира Степановича Кузьмина лёгкой атлетикой, стал кандидатом в мастера спорта в беге на 400 м с барьерами. После школы подал документы на поступление в институт цветных металлов, однако в итоге в списках поступивших себя не обнаружил. Был приглашён в детскую спортивную школу «Зенит» тренером по лёгкой атлетике: его первый набор учеников составил 120 человек. Сам Вашкевич стал призёром юношеского первенства РСФСР и даже выиграл первенство ЦС ДСО «Зенит» в Ташкенте, однако большего достичь не смог и сконцентрировался на тренерской работе. Среди его учеников были Наталья Шеходанова, Тимофей Чалый, Елена Кардаш, Ольга Решетова, Андрей Малькин и другие легкоатлеты. Многие из них участвовали в чемпионатах мира и Олимпиадах.
В конце 1980-х — начале 1990-х Вашкевич занялся бейсболом, выступая за команду, образованную на базе клуба «Локомотив», и даже выиграл чемпионат России, обыграв команду из Хабаровска. Вместе с тем главный тренер сборной составил костяк команды из хабаровчан, взяв лишь небольшое количество игроков из клуба Вашкевича. В итоге несостоявшийся бейсболист вернулся в лёгкую атлетику. Вашкевич отслужил в РВСН, а после армии поступил на факультет физического воспитания. Во время учёбы и тренерской работы он оказывал помощь регбисту Игорю Куперману, помогая ему вернуть игровую форму и былую скорость, на что внимание обратил главный тренер регбийного клуба «Красный Яр» Владимир Грачёв. Грачёв позвал Вашкевича в клуб, предложив ему поработать в команде: в декабре 1992 года Игорь Егорович провёл первую тренировку с командой, а вскоре и сам стал игроком команды.
В регби Вашкевич выступал на позиции винга (крыльевого), дебютировав в зимнем первенстве Красноярского края 1992/1993. В составе команды он трижды становился чемпионом России (1994, 1995 и 1996 годы). За свою карьеру отметился попыткой в игре против «Пензы» 16 сентября 1994 года (победа 43:13). Выиграл также один раз Кубок России, а последний матч провёл в 1997 году на предварительном этапе Кубка России. В 1998 году некоторое время ещё работал тренером, прежде чем снова уйти в лёгкую атлетику. Как игрок, Вашкевич не отличался хорошим приёмом мяча и пасом, а сам только на третий год стал понимать полностью смысл игры, когда начал финтить и обыгрывать игроков противника. В команде он высоко оценивал Игоря Купермана.
В 2004 году Вашкевичу позвонил Виктор Зырянов, один из помощников тренера клуба «Енисей-СТМ» Александра Первухина. Зырянов предложил ему занять пост тренера по физической подготовке, однако уговорить Игоря Егоровича удалось не сразу: к переговорам вынужден был подключиться лично Первухин. На одной из встреч Вашкевич предложил на пост тренера по физподготовке Сергея Мочалова (он был тренером чемпиона мира 2013 года по прыжкам в длину Александра Менькова), однако Первухин настоял на том, чтобы Вашкевич, который уже знает регби, занял этот пост. Вашкевич, согласившийся проработать сначала только год, позже стал постоянным тренером.
В 2009 году по случаю 40-летия образования «Красного Яра» состоялся матч между легендами красноярского и новокузнецкого регби, в котором участвовал и Вашкевич в составе «Красного Яра» (счёт 33:23 в пользу легенд красноярского регби).

## Семья
5 августа 1983 года Вашкевич женился на своей избраннице по имени Ирина. В браке родились двое детей (младший сын родился 27 октября 2004 года).